# 京都市立祥豊小学校
京都市立祥豊小学校（きょうとしりつ しょうほうしょうがっこう）は、京都市南区にある公立小学校。

## 歴史
- 1975年（昭和50年） - 4月に京都市立吉祥院小学校北分校として発足。
- 1976年（昭和51年） - 京都市立祥豊小学校として独立開校する。

## 出身者
- 斉藤和巳（プロ野球選手、福岡ソフトバンクホークス）

## 通学区域が隣接している学校
- 京都市立祥栄小学校
- 京都市立吉祥院小学校
- 京都市立唐橋小学校
- 京都市立七条小学校
- 京都市立西大路小学校
- 京都市立西京極小学校
- 京都市立西京極西小学校
- 京都市立桂東小学校
- 京都市立川岡東小学校